# Eritrea na letních olympijských hrách
Eritrea na letních olympijských hrách startuje od roku 2000. Toto je přehled účastí, medailového zisku a vlajkonošů na dané sportovní události.

## Účast na Letních olympijských hrách
| Dějiště LOH            | LOH      | Vlajkonoš                  | Zlatá medaile | Stříbrná medaile | Bronzová medaile | Celkem |
| ---------------------- | -------- | -------------------------- | ------------- | ---------------- | ---------------- | ------ |
| 2000 Sydney            | LOH 2000 | Nebiat Habtemariam         |               |                  |                  | 0      |
| 2004 Athény            | LOH 2004 | Yonas Kifle                |               |                  | 1                | 1      |
| 2008 Peking            | LOH 2008 | Simret Sultan              |               |                  |                  | 0      |
| 2012 Londýn            | LOH 2012 | Weynay Ghebresilasie       |               |                  |                  | 0      |
| 2016 Rio de Janeiro    | LOH 2016 | nebyl                      |               |                  |                  | 0      |
| 2020 Tokio             | LOH 2020 | Nazret Weldu Ghirmai Efrem |               |                  |                  | 0      |
| 2024 Paříž             | LOH 2024 |                            |               |                  |                  | x      |
| Celkem                 | 6        |                            | 0             | 0                | 1                | 1      |
| Zdroj na Olympedia.org |          |                            |               |                  |                  |        |

## Listina medailistů
| Medal            | Sportovec       | LOH           | Sport         |
| ---------------- | --------------- | ------------- | ------------- |
| Bronzová medaile | Zersenay Tadese | Eritrea (ERI) | 2004 Atletika |